# Airosperma
Airosperma es un género con seis especies de plantas con flores perteneciente a la familia Rubiaceae. Es originario de Nueva Guinea y Fiyi.

## Taxonomía
El género  fue descrito por K.Schum. & Lauterb. y publicado en Die Flora der Deutschen Schutzgebiete in der Südsee 565. 1900. La especie tipo es: Airosperma psychotrioides K.Schum. & Lauterb.

## Especies
- Airosperma fuscum S.Moore, J. Bot. 65: 266 (1927).
- Airosperma grandifolia Valeton, Nova Guinea 8: 760 (1912).
- Airosperma psychotrioides K.Schum. & Lauterb., Fl. Schutzgeb. Südsee: 565 (1900).
- Airosperma ramuensis K.Schum. & Lauterb., Fl. Schutzgeb. Südsee: 566 (1900).
- Airosperma trichotomum (Gillespie) A.C.Sm., J. Arnold Arbor. 26: 108 (1945).
- Airosperma vanuense S.P.Darwin, J. Arnold Arbor. 61: 103 (1980).